# Inbord

Roter Inbord

Inbord, auch Innenbord, ist in der Heraldik eine Bezeichnung für ein  Heroldsbild, das im eigentlichen Sinn ein vom Rand des Wappenschildes abgerückter Bord ist.
Für diese Darstellung haben sich verschiedene Begriffe in der Wappenbeschreibung  festgemacht. So ist es eine Innere Einfassung oder nur Innere Fassung. Auch wird es Kragen, Saum oder Umzug genannt. Wichtig ist, dass die Tinktur des Schildes gleich bleibt und durch diesen „schwebenden  Rand“ nicht verändert wird. Ist doch eine Farbänderung zwischen innen und außen vorhanden, so erklärt der Heraldiker diese Figur als doppelte Einfassung. Es wird dann auch als Rückenschild blasoniert, das heißt, es liegt ein normal bebordeter Schild auf einem zweiten, größeren, Schild auf. Diese Interpretation des Wappenbilds ist heute unüblich geworden, während die zulässigen Ausdrücke Rand und (doppelter) Bord bzw. Einfassung die Einheit des Schildes betonen.
Der Inbord kann durch Schnitte und Belegung durch Wappenfiguren verändert werden (siehe dazu detaillierter Bord, mit denselben Regeln).
Ein außen und innen mit Lilien bestecktes Zwillingsinnenbord finden wir beim Wappen Schottlands. Der Drillingsinnenbord besteht aus drei ineinander geschachtelten Borden, wobei die Tinktur der einzelnen Innenborde nicht zwingend gleich sein muss.

## Beispiele

in Rot ein silberner Innenbord (von Randow)
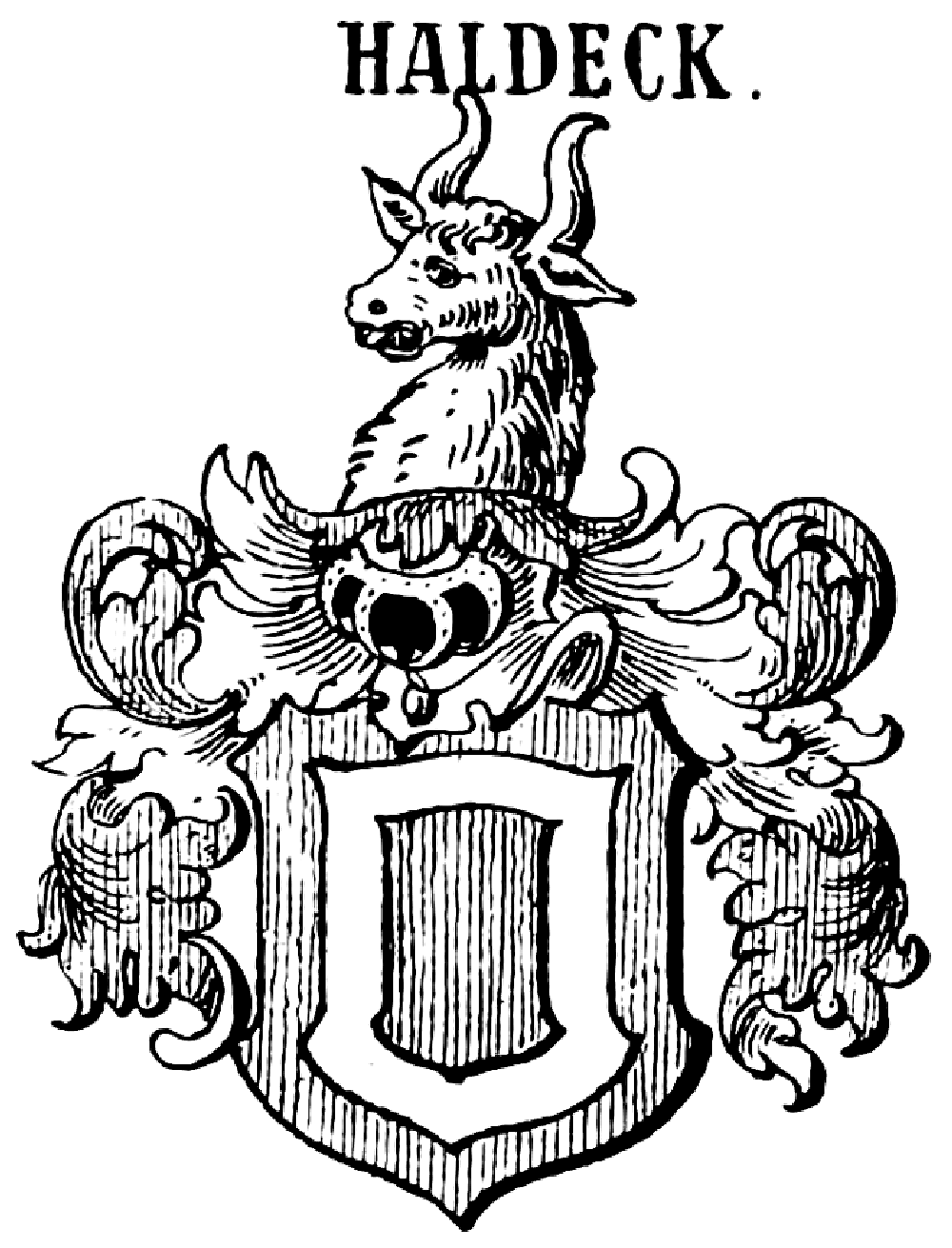
in Rot ein silberner Innenbord (Haldeck)
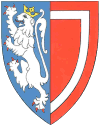
gespalten; hinten ein halber Innenbord am Spalt (Balliol College)
In Gold ein roter Doppellilienbord – ein mit abwechselnd nach außen und innen gerichteten Lilien besetzter, doppelter Innenbord (Schottland)
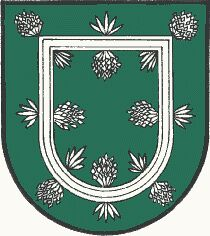
ein gegenständig mit benadelten Föhrenzapfen besteckter Doppelstabinnenbord